# À magicien, magicien et demi
 (mars 2020).
À magicien, magicien et demi (Shamrock and Roll) est un dessin animé de la série Merrie Melodies réalisé par Robert McKimson et sorti en 1969. il met en scène Merlin la souris magique et Second Banana.